# Campionati del mondo di atletica leggera indoor 2025 - 60 metri ostacoli femminili
La gara dei 60 metri ostacoli femminili dei campionati del mondo di atletica leggera indoor 2025 si è svolta il 23 marzo 2025 a Nanchino.

## Podio
| Pos.    | Atleta           | Nazionalità | Tempo |
| ------- | ---------------- | ----------- | ----- |
| Oro     | Devynne Charlton | Bahamas     | 7"72  |
| Argento | Ditaji Kambundji | Svizzera    | 7"73  |
| Bronzo  | Ackera Nugent    | Giamaica    | 7"74  |

## Situazione pre-gara

### Record
Prima di questa competizione, il record del mondo indoor e il record dei campionati erano i seguenti.
| Record                | Prestazione | Atleta                   | Data e luogo                 | Competizione                     |
| --------------------- | ----------- | ------------------------ | ---------------------------- | -------------------------------- |
| Record mondiale       | 7"65        | Devynne Charlton Bahamas | 3 marzo 2024 Glasgow, Scozia | Campionati del mondo indoor 2024 |
| Record dei campionati | 7"65        | Devynne Charlton Bahamas | 3 marzo 2024 Glasgow, Scozia | Campionati del mondo indoor 2024 |

## Qualificazioni
Per i 60 metri a ostacoli femminili il periodo di qualifica andava dal 1º settembre 2024 al 9 marzo 2025. Le atlete potevano ottenere la qualificazione rientrando nello standard di 7"94 con una wildcard o in base al loro piazzamento nel World Athletics Rankings.

## Risultati

### Batterie di qualificazione
Le batterie di qualificazione si sono tenute il 23 marzo a partire dalle ore 10:25.
Passano alle semifinali le prime quattro atlete di ogni batteria (Q) e le successive quattro atlete più veloci (q).

#### Batteria 1
| Pos | Corsia | Atleta            | Nazionalità | Tempo | Note |
| --- | ------ | ----------------- | ----------- | ----- | ---- |
| 1   | 5      | Ackera Nugent     | Giamaica    | 7"90  | Q    |
| 2   | 7      | Christina Clemons | Stati Uniti | 7"95  | Q    |
| 3   | 3      | Ida Beiter Bomme  | Danimarca   | 8"05  | Q    |
| 4   | 6      | Yumi Tanaka       | Giappone    | 8"06  | Q    |
| 5   | 2      | Helena Jiranová   | Rep. Ceca   | 8"07  | q    |
| 6   | 8      | Tatiana Aholou    | Canada      | 8"07  | q    |
| 7   | 4      | Sofia Iosfidou    | Grecia      | 8"28  |      |

#### Batteria 2
| Pos | Corsia | Atleta             | Nazionalità | Tempo | Note |
| --- | ------ | ------------------ | ----------- | ----- | ---- |
| 1   | 8      | Devynne Charlton   | Bahamas     | 7"94  | Q    |
| 2   | 5      | Sarah Lavin        | Irlanda     | 8"04  | Q    |
| 3   | 2      | Micaela de Mello   | Brasile     | 8"06  | Q    |
| 4   | 3      | Mia Wild           | Croazia     | 8"24  | Q    |
| 5   | 6      | Giada Carmassi     | Italia      | 8"15  |      |
| 6   | 7      | Diana Suumann      | Estonia     | 8"19  |      |
| 7   | 4      | Annika Baun Haldbo | Danimarca   | 8"23  |      |

#### Batteria 3
| Pos | Corsia | Atleta           | Nazionalità | Tempo | Note |
| --- | ------ | ---------------- | ----------- | ----- | ---- |
| 1   | 5      | Nadine Visser    | Paesi Bassi | 7"82  | Q    |
| 2   | 7      | Amber Hughes     | Stati Uniti | 8"03  | Q    |
| 3   | 2      | Aasia Laurencin  | Saint Lucia | 8"06  | Q    |
| 4   | 8      | Elisa Di Lazzaro | Italia      | 8"09  | Q    |
| 5   | 6      | Marija Bukvić    | Serbia      | 8"24  |      |
| 6   | 4      | Viktória Forster | Slovacchia  | 8"26  |      |
| 7   | 3      | Hanna Plotitsyna | Ucraina     | 8"26  |      |

#### Batteria 4
| Pos | Corsia | Atleta             | Nazionalità | Tempo | Note |
| --- | ------ | ------------------ | ----------- | ----- | ---- |
| 1   | 5      | Grace Stark        | Stati Uniti | 7"73  | Q    |
| 2   | 7      | Denisha Cartwright | Bahamas     | 7"78  | Q    |
| 3   | 3      | Amoi Brown         | Giamaica    | 7"98  | Q    |
| 4   | 4      | Wu Yanni           | Cina        | 8"05  | Q    |
| 5   | 8      | Nika Glojnarič     | Slovenia    | 8"11  | q    |
| 6   | 2      | Anja Lukić         | Serbia      | 8"16  |      |
| 7   | 6      | Sienna MacDonald   | Canada      | 8"18  |      |

#### Batteria 5
| Pos | Corsia | Atleta               | Nazionalità   | Tempo | Note             |
| --- | ------ | -------------------- | ------------- | ----- | ---------------- |
| 1   | 6      | Pia Skrzyszowska     | Polonia       | 7"83  | Q                |
| 2   | 5      | Ditaji Kambundji     | Svizzera      | 7"85  | Q                |
| 3   | 7      | Lotta Harala         | Finlandia     | 8"07  | Q                |
| 4   | 3      | Sidonie Fiadanantsoa | Madagascar    | 8"08  | Q                |
| 5   | 4      | Kreete Verlin        | Estonia       | 8"09  | q                |
| 6   | 2      | Zhang Bo-ya          | Taipei cinese | 8"27  | Record nazionale |
| 7   | 8      | Cecilia Guambe       | Mozambico     | 8"59  | Record nazionale |

### Semifinali
Le semifinali si sono tenute il 23 marzo a partire dalle ore 19:35.
Passano alla finale le prime due atlete di ogni batteria (Q) e le successive due atlete più veloci (q).

#### Semifinale 1
| Pos | Corsia | Atleta           | Nazionalità | Tempo | Note             |
| --- | ------ | ---------------- | ----------- | ----- | ---------------- |
| 1   | 3      | Pia Skrzyszowska | Polonia     | 7"79  | Q                |
| 2   | 6      | Ackera Nugent    | Giamaica    | 8"00  | Q                |
| 3   | 2      | Wu Yanni         | Cina        | 8"01  | Record nazionale |
| 4   | 1      | Helena Jiranová  | Rep. Ceca   | 8"08  | Record nazionale |
| 5   | 7      | Lotta Harala     | Finlandia   | 8"10  |                  |
| 6   | 8      | Tatiana Aholou   | Canada      | 8"11  |                  |
| 7   | 5      | Sarah Lavin      | Irlanda     | 8"14  |                  |
| 8   | 4      | Amber Hughes     | Stati Uniti | 8"21  |                  |

#### Semifinale 2
| Pos | Corsia | Atleta            | Nazionalità | Tempo | Note |
| --- | ------ | ----------------- | ----------- | ----- | ---- |
| 1   | 4      | Nadine Visser     | Paesi Bassi | 7"81  | Q    |
| 2   | 3      | Devynne Charlton  | Bahamas     | 7"82  | Q    |
| 3   | 6      | Christina Clemons | Stati Uniti | 7"93  | q    |
| 4   | 5      | Amoi Brown        | Giamaica    | 7"96  | q    |
| 5   | 7      | Yumi Tanaka       | Giappone    | 8"03  |      |
| 6   | 1      | Mia Wild          | Croazia     | 8"10  |      |
| 7   | 8      | Kreete Verlin     | Estonia     | 8"21  |      |
| 8   | 2      | Aasia Laurencin   | Saint Lucia | 8"60  |      |

#### Semifinale 3
| Pos | Corsia | Atleta               | Nazionalità | Tempo | Note |
| --- | ------ | -------------------- | ----------- | ----- | ---- |
| 1   | 4      | Grace Stark          | Stati Uniti | 7"79  | Q    |
| 2   | 6      | Ditaji Kambundji     | Svizzera    | 7"76  | Q    |
| 3   | 3      | Denisha Cartwright   | Bahamas     | 8"08  |      |
| 4   | 7      | Sidonie Fiadanantsoa | Madagascar  | 8"11  |      |
| 5   | 8      | Nika Glojnarič       | Slovenia    | 8"16  |      |
| 6   | 5      | Ida Beiter Bomme     | Danimarca   | 8"19  |      |
| 7   | 1      | Elisa Di Lazzaro     | Italia      | 8"42  |      |
| 8   | 2      | Micaela de Mello     | Brasile     | dq    |      |

### Finale
La finale si è tenuta il 23 marzo alle ore 21:01.
| Pos | Corsia | Atleta            | Nazionalità | Tempo       | Note                                     |
| --- | ------ | ----------------- | ----------- | ----------- | ---------------------------------------- |
|     | 2      | Devynne Charlton  | Bahamas     | 7"72        | Miglior prestazione personale stagionale |
|     | 3      | Ditaji Kambundji  | Svizzera    | 7"73        |                                          |
|     | 7      | Ackera Nugent     | Giamaica    | 7"74 (.735) | Miglior prestazione personale stagionale |
| 4   | 5      | Pia Skrzyszowska  | Polonia     | 7"74 (.738) |                                          |
| 5   | 4      | Grace Stark       | Stati Uniti | 7"74 (.740) |                                          |
| 6   | 6      | Nadine Visser     | Paesi Bassi | 7"76        |                                          |
| 7   | 8      | Christina Clemons | Stati Uniti | 8"03        |                                          |
| 8   | 1      | Amoi Brown        | Giamaica    | 8"07        |                                          |